# Епархия Дионисианы
Епархия Дионисианы (лат. Dioecesis Dionysianensis) — титулярная епархия Римско-Католической церкви.

## История
Античный город Дионисиана, находившийся в римской провинции Бизацена, в первые века христианства был центром одноимённой епархии, которая входила в Карфагенскую митрополию.
Известны имена трёх епископов Дионисианы. Известно послание епископа Помпония, которое он в 249 году написал епископу Киприану Карфагенскому. Он также участвовал в карфагенских соборах 251 и 256 годах. С 393 года кафедра Дионисианы была в руках двух епископов, которые придерживались донатизма. Фортунат принял участие в соборе Кабарсусси, где епископы-донатисты выступили против Примиана Карфагенского. Епископ Виктор принял участие в Карфагенском соборе 411 года, где собрались ортодоксальные епископы и донатисты.
В 484 году вандальский король собрал Хунерих собрал в Карфагене собор, на котором отсутствовал епископ Дионисаны. Предполагается, что в это время кафедра Дионисианы уже была вакантной.
С 1504 года епархия Дионисаны является титулярной епархией Римско-Католической церкви.

## Епископы
- епископ Помпоний (249—256);
- епископ Фортунат (упоминается в 292 году) — последователь донатизма;
- епископ Виктор (упоминается в 411 году) — последователь донатизма.

## Титулярные епископы
- епископ Francisco Puerto (1504 — ?);
  - вакансия с 1504 по 1926 год;
- епископ Антоний Малецкий (13.08.1926 — 17.01.1935);
- епископ Антоний Яцек Зимняк (14.08.1936 — 29.01.1943);
- епископ François-Louis Auvity (11.09.1945 — 15.02.1964);
- епископ Diego Maria Gómez Tamayo (12.09.1964 — 1970;
- епископ Rudolf Schmid (3.01.1972 — 24.06.2012);
- епископ Quesnel Alphonse S.M.M.[1] (10.11.2012 — по настоящее время).

## Источник
- Annuario Pontificio, Libreria Editrice Vaticana, Città del Vaticano, 2003, ISBN 88-209-7422-3
- Pius Bonifacius Gams, Series episcoporum Ecclesiae Catholicae, Leipzig 1931, стр. 465  (лат.)
- Stefano Antonio Morcelli, Africa christiana, Volume I, Brescia 1816, стр. 151—152  (лат.)
- J. Ferron, v. Dionysiana in Dictionnaire d’Histoire et de Géographie ecclésiastiques, vol. IX, 1937, col. 505  (фр.)